# Vincent Emanuel Ritterberg
Vincent Emanuel Ritterberg, född 10 februari 1770 i Göteborg, död 28 oktober 1842 i Tanum, var en tidningsredaktör och präst i Tyska Christinae församling i Göteborg och senare i Tanum.
Ritterberg var son till en superkargör vid Svenska Ostindiska Companiet. Han studerade vid Uppsala universitet och blev magister 1794. Under slutet av 1790-talet och början av 1800-talet verkade han som redaktör för dagstidningen Götheborgska nyheter. År 1803 prästvigdes han och blev pastorsadjunkt i Tyska Christinae församling. Under 1820 flyttade han till Tanum där han dog av ålderdom 1842.